# Muškarci ne plaču
Muškarci ne plaču é um filme de drama bósnio de 2017 dirigido e escrito por Alena Drljevića. Foi selecionado como representante de seu país ao Oscar de melhor filme estrangeiro em 2018.

## Elenco
- Boris Isaković
- Leon Lučev
- Emir Hadžihafizbegović
- Sebastian Cavazza